# Đêm nay anh ở đâu
Đêm nay anh ở đâu? là một bài hát do nhạc sĩ Phan Huỳnh Điểu sáng tác năm 1976.

## Hoàn cảnh ra đời
Trong chương trình Giai điệu tự hào phát sóng ngày 22 tháng 2 năm 2014 trên kênh VTV1 – Đài Truyền hình Việt Nam, nhạc sĩ Phan Huỳnh Điểu chia sẻ: "Đây là bài hát ra đời sau giải phóng. Hồi đó là năm 1976, tôi được Hội nhạc sĩ Việt Nam mời ra Hà Nội sáng tác. Tôi ngồi uống nước trên phố Hàng Mã thì gặp vợ chồng nghệ sĩ Ngọc Hướng – Vũ Dậu tình cờ đi ngang qua. Vũ Dậu hỏi tôi:"Thế đêm nay anh ở đâu?", với ngụ ý hỏi "Đêm nay anh ở khách sạn nào?" - Tôi thấy câu hỏi "Đêm nay anh ở đâu?" hay quá và ngay lập tức, đêm đêm hôm đó, tại khách sạn tôi đã hư cấu viết lên ca khúc này".
Nhạc sĩ Phan Huỳnh Điểu chia sẻ thêm: "Ai nghe bài Đêm nay anh ở đâu không nổi da gà thì cũng nổi... da vịt!".